# Anton Weichselbaum
Anton Weichselbaum (født 8. februar 1845 i Schiltern, Niederösterreich, død 23. oktober 1920 i Wien) var en østrigsk bakteriolog.
Weichselbaum tog doktorgraden 1869, blev prosektor ved Rudolfstiftung 1882 og 1885 professor i patologisk anatomi i Wien. Fra prosektortiden stammer et arbejde over de senile ledsymptomer ved arthritis, men senere beskæftigede Weichselbaum sig så godt som udelukkende med bakteriologi, specielt indåndingstuberkulosen, snive hos mennesket, tuberkelbacillerne i blodet og ætiologien til lunge- og lungehindebetændelserne (Centralblatt for Bakteriologie, I, 1887). År 1887 påviste han en intracellulær diplokok som årsag til meningitis (Fortschritte der Medicin, V, 1887).